# 강릉시립교향악단
강릉시립교향악단(江陵市立交響樂團, Gangneung Philharmonic Orchestra)은 강원특별자치도의 대표적인 관현악단이다. 1992년에 비상임 단원 중심으로 창단되었으며, 1999년에 전 단원이 상임화되어 재창단했다. 현재 상임지휘자는 정명훈의 삼남인 정 민이 이끌고 있으며, 주요 공연장은 강릉아트센터 사임당홀이다.